# Sérgio Adorno
Sérgio França Adorno de Abreu, mais conhecido como Sérgio Adorno (São Paulo, 18 de abril de 1952) ONMC é um sociólogo, pesquisador e professor universitário brasileiro notório por suas pesquisas na área de sociologia política e de sociologia da violência.

## Biografia
Sérgio França Adorno de Abreu é oriundo de uma família de classe média paulista, sendo sua família paterna oriunda de lavradores situados na zona rural de São Paulo, enquanto a sua família materna era composta por ítalo-brasileiros. Nesta condição, enquanto ele estudava no curso de ciências sociais da USP durante a década de 1970, após sua aprovação no vestibular em 1971, ele trabalhava como fiscal de tributos na Prefeitura Municipal de São Paulo, após aprovação por concurso público.
Graduado em Ciências Sociais pela Universidade de São Paulo (USP) em 1974, Sérgio Adorno veio a obter o seu doutoramento na década seguinte, em 1984, ao defender sua tese em Sociologia na sub-área de sociologia política sob a orientação de Gabriel Cohn.
Ele foi presidente da Sociedade Brasileira de Sociologia (SBS) entre os anos de 1991 a 1995, foi Sérgio Adorno foi Diretor da Faculdade de Filosofia, Letras e Ciências Humanas da Universidade de São Paulo (FFLCH-USP), entre 2012 e 2016, além de ser membro titular da Academia Brasileira de Ciências (ABC) representando a área de Ciências Sociais durante o ano de 2023.
Em 2006, ele foi galardoado com a Ordem Nacional do Mérito Científico, no grau de Comendador, pelo Ministério da Ciência e Tecnologia do Brasil.
Sérgio Adorno é autor de Os aprendizes do poder: o bacharelismo liberal na política brasileira, obra baseada em sua tese de doutorado defendida em 1984 e publicada inicialmente, em 1988, pela editora Paz e Terra, que constitui um dos clássicos da sociologia política brasileira.

## A contribuição de Sérgio Adorno para as ciências sociais brasileiras
Em seu estudo constante na obra Os aprendizes do poder, Adorno identificou a formação dos intelectuais brasileiros no século XIX a partir das relações entre bacharelismo, liberalismo e patrimonialismo.
Esta investigação sociológica decorreu de influências familiares que possuíam uma visão extremamente positiva em relação ao Direito combinada com o seu interesse em compreender o perfil do intelectual brasileiro, a sua formação cultural, e as suas relações com o poder durante o Brasil Império.
O estudo desenvolvido em "Os Aprendizes do Poder" foi intelectualmente influenciado na tese Ideia de Revolução no Brasil (1967) de Carlos Guilherme Mota, na tese produzida em 1982 por Célia Quirino sobre Alexis de Tocqueville, além dos debates entre Roberto Schwarz e Maria Sylvia de Carvalho Franco sobre as ideias e seu lugar no Brasil, que Sérgio Adorno começa a perceber os paradoxos entre liberalismo e democracia, além de identificar o conservadorismo que constitui os elementos de formação do liberalismo brasileiro.
As reflexões feitas por Sérgio Adorno lhe possibilitaram que, em 1987, já atuando como professor efetivo da Faculdade de Filosofia, Letras e Ciências Humanas da Universidade de São Paulo (FFLCH-USP), viesse a fundar o Núcleo de Estudos da Violência da USP (NEV) com o também professor Paulo Sérgio Pinheiro, iniciando assim um amplo programa de estudos com vários pesquisadores sobre a persistência da violência durante o período da redemocratização.

## Principais obras

### Livros
- O Que Todo Cidadão Precisa Saber Sobre Constituição (Global, 1985)
- Os aprendizes do poder: o bacharelismo liberal na política brasileira (Paz e Terra, 1988 - 1ª edição)[2]
- Mercados ilegais, Violência e Criminalização (Alameda, 2018 - coletânea organizada com M. Misse)
- Os aprendizes do poder: o bacharelismo liberal na política brasileira (Edusp, 2019 - 2ª edição)[2]

### Artigos e capítulos de livros
- "Reincidência e reincidentes penitenciários em São Paulo, 1974-1985". Revista Brasileira de Ciências Sociais. São Paulo, 9(3), fev, 1989, p. 70-94. (em coautoria com Eliana Bordini)
- "O sistema penitenciário no Brasil (problemas e desafios)". Revista USP, São Paulo, v. 9, p. 65-78, 1991.
- "Violência, controlo social e cidadania". Revista Crítica de Ciências Sociais, Coimbra, v. 41, 1994, p. 101-127.
- "Crime, justiça penal e igualdade jurídica: os crimes que se contam no tribunal do júri". Revista USP, n. 21, São Paulo, mar/mai, 1994, p. 133-51.
- "Discriminação Racial e Justiça Criminal em São Paulo". Novos Estudos Cebrap. 43. 1995, 45-63.[2]
- "Conflitualidade e violência: reflexões sobre a anomia na contemporaneidade". Tempo Social: Revista de Sociologia da USP, São Paulo, 10(1), 1998, p. 19-47.
- "Insegurança versus direitos humanos: entre a lei e a ordem". Tempo Social: Revista de Sociologia da USP, São Paulo, v. 11, n. 2, 1999, p. 129-153.
- "Monopólio Estatal da Violência na Sociedade Brasileira Contemporânea". In: Miceli, Sérgio et al. (Org.). O que ler na ciência social brasileira 1970-2002. São Paulo: Sumaré, 2002, v. IV, p. 267-307.
- "Le monopole étatique de la violence: le Brésil face à l´héritage occidental". Cultures et Conflits, v. 59, p. 149-174, 2005.
- "Políticas Públicas de Segurança e Justiça Penal". Cadernos Adenauer, São Paulo, v. IX, p. 9-27, 2008.
- "Riqueza e violência no cenário brasileiro". In: Sampaio Ferraz Jr., Tércio; Salomão Filho; Calixto e Nusdeo, Fábio. (Org.). Poder econômico: Direito, pobreza, violência, corrupção". São Paulo: Manole, 2008, p. 121-134.
- "Desafios teóricos contemporâneos da Sociologia latino-americana". In: José Vicente Tavares dos Santos (Org.). Mundialização e Sociologia Crítica da América Latina. Porto Alegre: Editora da UFRGS, 2009, p. 173-196.
- "Loucura, dor e sofrimento". In: Salma Tannus Muchail; Márcio Alves da Fonseca; Alfredo Veiga-Neto. (Org.). O mesmo e o outro: 50 anos de História da loucura. Belo Horizonte: Autêntica, 2013, p. 81-91.
- "O Perfil da Violência Brasileira Contemporânea e as Respostas do Estado". In: Geraldo Biasoto Junior; Luiz Antonio Palma e Silva. (Org.). Aporias para o Planejamento Público. São Paulo: FUNDAP, 2013, v. 1, p. 159-176.